# 郭有道墓
郭有道墓，位于山西省晋中市介休市城区，是中华人民共和国山西省文物保护单位之一。立于东汉建宁四年(171)，其墓主为东汉郭有道。墓冢封土高6米余，直径约为13米。原建有祠，已被毁，今仅存过厅遗迹与墓冢封土。其墓碑原为蔡邕所书，明代时被毁，一说被盗卖山东，今存碑为傅山于康熙年间重摹，碑文仍为蔡邕所撰之原文。傅山重摹碑今藏介休市博物馆。
1965年5月24日，授予山西省文物保护单位。